# Тармакуль
Тармаку́ль (тат. Тармакүл) — деревня в Чановском районе Новосибирской области России. Входит в состав Озеро-Карачинского сельсовета.

## География
Площадь деревни — 44 га.

## Население
| 2002 | 2007 | 2010 | 2011 | 2012 | 2013 | 2014 |
| ---- | ---- | ---- | ---- | ---- | ---- | ---- |
| 542  | ↗560 | ↘479 | ↗552 | ↘536 | ↘533 | ↘527 |
| 2015 |      |      |      |      |      |      |
| ↘519 |      |      |      |      |      |      |

## Инфраструктура
В деревне по данным на 2007 год функционируют 1 учреждение здравоохранения и 1 учреждение образования.